# Kanzel (Inchenhofen)

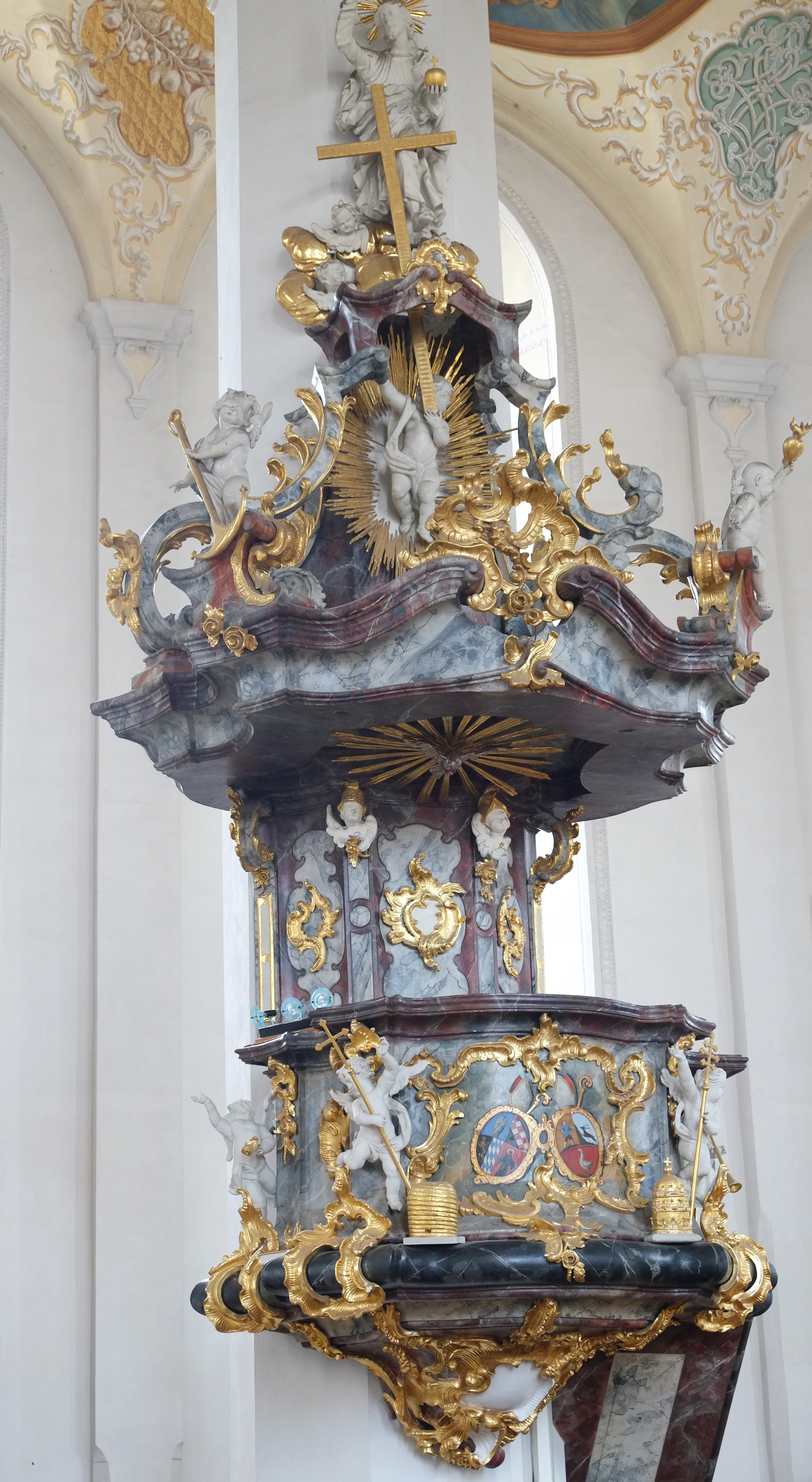
Kanzel in Inchenhofen

Die Kanzel in der römisch-katholischen Pfarr- und Wallfahrtskirche St. Leonhard in Inchenhofen, einer Gemeinde im Landkreis Aichach-Friedberg im bayerischen Regierungsbezirk Schwaben, wurde 1758 geschaffen. Die Kanzel ist ein Teil der als Baudenkmal geschützten Kirchenausstattung.
Die hölzerne Kanzel im Stil des Rokoko wurde von Anton Wiest geschaffen. Der geschwungene Kanzelkorb ist mit Putten geschmückt, die die abendländischen Kirchenväter personifizieren sollen: Hieronymus (Löwe), Ambrosius (Bienenkorb), Augustinus (Flammendes Herz) und Gregor der Große (Tiara). Zwischen den Putten befinden sich die Wappen des Klosters Fürstenfeld und des Abtes Alexander Pellhammer.
Auf dem geschwungenen Schalldeckel mit Gesims symbolisieren die Putten die Göttlichen Tugenden: Glaube (Kreuz), Liebe (Herz) und Hoffnung (Anker). Der Schalldeckel ist mit dem Segnenden Christus als Salvator mundi bekrönt. An der Unterseite ist eine Heiliggeisttaube zu sehen.